# Andrew Dunlop

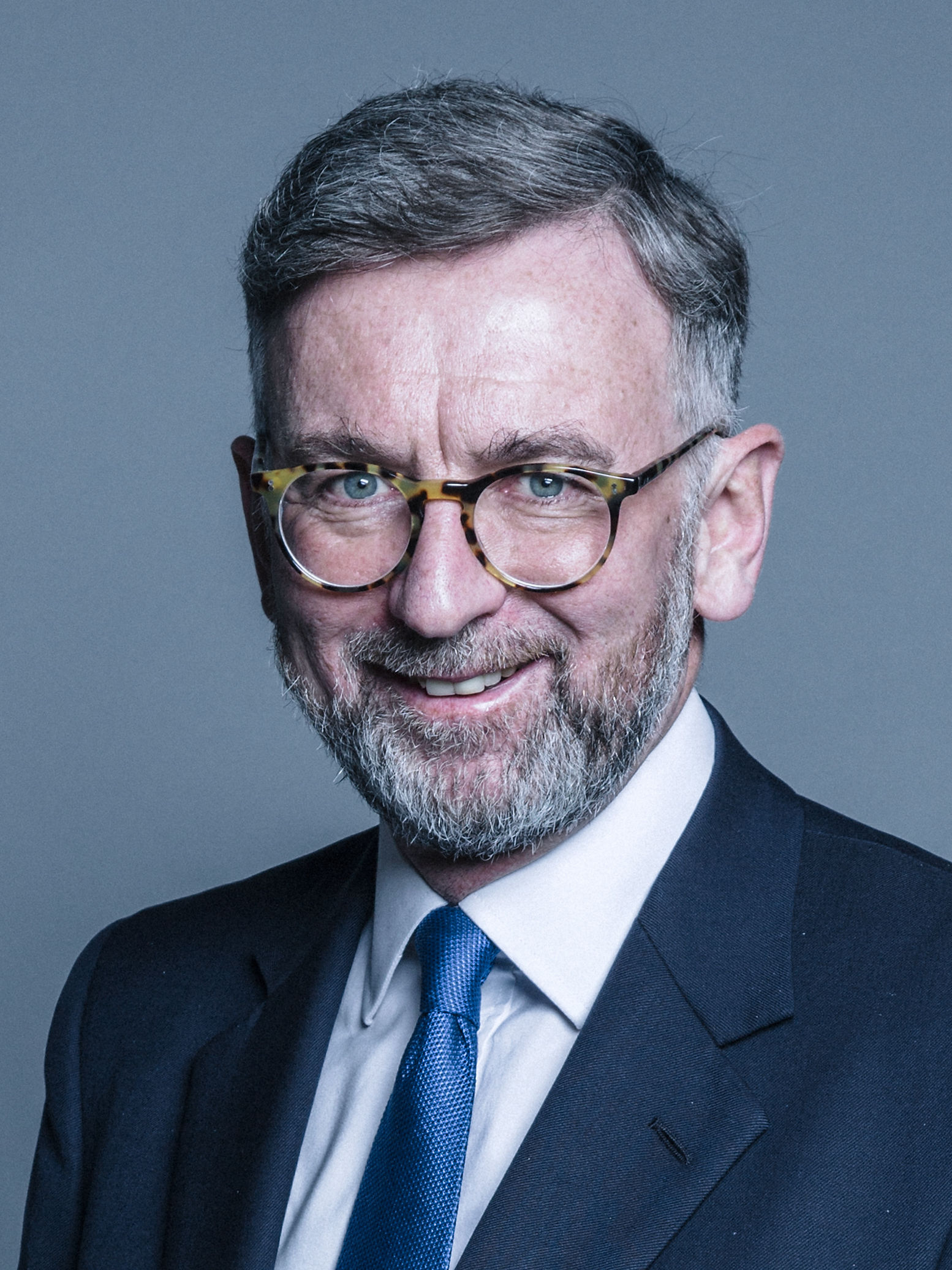
Lord Dunlop (2018)

Andrew James Dunlop, Baron Dunlop (* 21. Juni 1959 in Helensburgh), ist ein britischer Politiker und Life Peer. Von Mai 2015 bis Juni 2017 war er Parlamentarischer Staatssekretär für Schottland und ab Juni 2016 auch für Nordirland (Under-Secretary of State for Scotland, Under-Secretary of State for Northern Ireland). Er ist Mitglied des Oberhauses, gehört dort der Gruppe der Konservativen an und arbeitet im Verfassungsausschuss mit.

## Leben
Dunlop wurde am 21. Juni 1959 in Helensburgh, einer Stadt in der traditionellen schottischen Grafschaft Dunbartonshire an der Westküste geboren. Er besuchte das Internat Glenalmond College und die Privatschule Glasgow Academy.
Anschließend studierte er an der Universität Edinburgh Politik- und Wirtschaftswissenschaft.und erreichte den Masterabschluss (MA). Für ein postgraduales Studium in Europäischem Wettbewerbsrecht ging er an das King’s College in London.
Seit 1991 ist Dunlop mit Lucia Murfitt verheiratet. Das Ehepaar hat drei Kinder.

## Politische und berufliche Tätigkeiten
Seine erste politische Tätigkeit übte Dunlop von 1981 bis 1984 als Leiter der Forschungsabteilung der schottischen Konservativen Partei aus. Danach wechselte er in das Conservative Research Department, die zentrale Forschungseinrichtung der britischen Konservativen, wo er zunächst den Bereich Handel und Industrie leitete, bevor er Leiter der politischen Abteilung wurde.
Seine nächste Verwendung war die eines Sonderberaters des Verteidigungsministers, damals George Younger im Kabinett von Margaret Thatcher.
Es folgte die Mitarbeit im politischen Beraterstab des Premierministers (No. 10 Policy Unit). Er war dort mit einer Reihe von Politikbereichen befasst, darunter Schottland, militärische Rüstung sowie Beschäftigungs- und Ausbildungspolitik.
Nach Ende der Regierungszeit von Thatcher ging Dunlop in die Privatwirtschaft und wurde im Jahr 1991 Geschäftsführer der bedeutenden Lobbying-Firma Politics International, die Firmen wie die Virgin-Gruppe, Airbus und SABMiller beriet.
Im Jahr 2012 wurde Dunlop zum Chefberater von Premierminister David Cameron ernannt. Er spielte eine Schlüsselrolle bei der Ausarbeitung der Antwort der britischen Regierung auf die Kampagne für die schottische Unabhängigkeit.
Am 26. Mai 2015 wurde Dunlop von Premierminister Cameron zum Parlamentarischer Staatssekretär für Schottland ernannt. Minister für Schottland war seit der Unterhauswahl vom 7. Mai 2015 der einzige schottische Abgeordnete der Konservativen, David Mundell. Dunlop wurde deswegen am 28. Mai 2015 als Baron Dunlop, of Helensburgh in the County of Dunbarton, auf Lebenszeit geadelt und erhielt somit einen Sitz im Oberhaus. Von Juni 2016 bis Juni 2017 war Dunlop ferner Parlamentarischer Staatssekretär für Nordirland.
Zu seinen Aufgaben gehörte insbesondere die Förderung von Handel und Investitionen in Schottland. Er trug den inoffiziellen Titel „Minister für Dundee“, da die Wiederbelebung der Stadt ein Schwerpunkt seiner Amtszeit war.
Mit Ende der Amtszeit des ersten Kabinetts von Premierministerin May nach der Unterhauswahl im Mai 2017 schied Dunlop im Juni 2017 aus der Regierung aus.
Im Jahr 2019 gab Premierministerin May den „Dunlop-Review“ in Auftrag, einen unter Dunlops Ägide erstellten Bericht, in dem die Schaffung eines Kabinettspostens für „intergovernmental and constitutional affairs“ (Angelegenheiten der Zusammenarbeit zwischen den Regierungen der Teile des Vereinigten Königreichs und der Verfassung) zur Stärkung der Union des Vereinigten Königreichs vorgeschlagen wurde.